# Кіровське сільське поселення (Ісетський район)
Кі́ровське сільське поселення (рос. Кировское сельское поселение) — муніципальне утворення у складі Ісетського району Тюменської області, Росія.
Адміністративний центр та єдиний населений пункт — селище Кіровський.

## Населення
Населення — 895 осіб (2020; 969 у 2018, 1099 у 2010, 1039 у 2002).